# Escolas Brasileiras no Japão

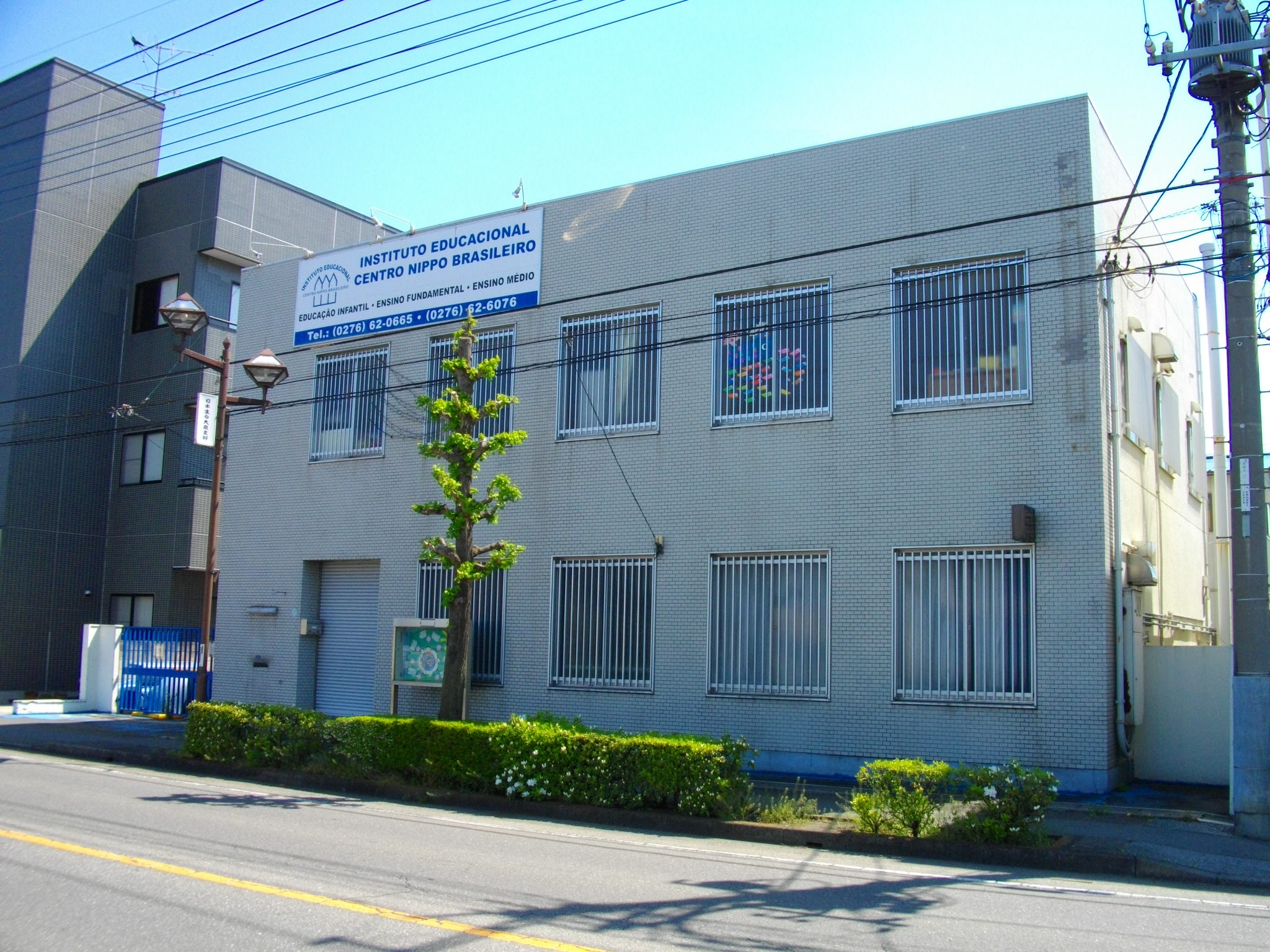
Instituto Educacional Centro Nippo Brasileiro (Nippaku Gakuen) in Oizumi, Gunma

As escolas brasileiras no Japão são escolas que atendem especificamente aos brasileiros que vivem no Japão. Muitos alunos que frequentam essas escolas são Fushūgaku (不 就学) ou crianças que não frequentam a escola pública. Isso ocorre porque os pais desejam que seus filhos frequentem a escola em seu idioma nativo ou porque eles têm pouca experiência ou conhecimento da cultura ou língua japonesa.
Em 1995 havia cinco escolas brasileiras no Japão. Em 2008 havia cerca de 100 escolas brasileiras no país. De acordo com o Ministério da Educação do Japão, havia mais de 80 dessas escolas no Japão em 2009, 53 das quais receberam aprovação oficial do governo brasileiro. Entre 30 e 200 alunos estão matriculados em cada uma dessas escolas. Além dessas, é provável que haja muito mais escolas não licenciadas em funcionamento.
A mensalidade dessas escolas pode chegar a cerca de 30 mil ienes por mês para um aluno.
A recessão global de 2007-2010 colocou muitas escolas em uma posição difícil. Como não recebem assistência do estado e dependem totalmente das mensalidades para funcionar, as escolas estão passando por dificuldades, pois os pais desempregados não podem pagar as mensalidades, com várias escolas sendo forçadas a fechar.

## Instalações
A maioria das escolas funciona em pequenas propriedades alugadas, sem terrenos ou ginásios.
Algumas escolas operam ônibus escolares para seus alunos.